# Crisicoccus moricola
Crisicoccus moricola är en insektsart som beskrevs av Tang in Tang och Li 1988. Crisicoccus moricola ingår i släktet Crisicoccus och familjen ullsköldlöss. Inga underarter finns listade i Catalogue of Life.